# XXXXIV. Armeekorps
XXXXIV. Armeekorps var en tysk armékår under andra världskriget. Kåren organiserades den 15 april 1940.

## Operation Barbarossa

### Organisation
Armékårens organisation den 28 augusti 1941:
- 297. Infanterie-Division
- 68. Infanterie-Division
- 94. Infanterie-Division
- 24. Infanterie-Division

## Befälhavare
Kårens befälhavare:
- General der Infanterie Fritz Koch  15 april 1940 - 10 december 1941
- Generalleutnant Otto Stapf  1 januari 1942–26 januari 1942
- General der Artillerie Maximilian de Angelis  26 januari 1942 - 30 november 1943
- Generalleutnant Friedrich Köchling 30 november 1943 - 15 januari 1944
- General der Artillerie Maximilian de Angelis 15 januari 1944 - augusti 1944

Stabschef:
- Generalmajor Friedrich Sixt  20 april 1940–1 juni 1942
- Oberst Robert Macher  1 augusti 1942–1 augusti 1944